# Sine qua non
Sine qua non или Conditio sine qua non е термин, който първоначално се използва в римското право и означава условие, без което не може. Отнася се за задължително и крайно необходимо действие, условие за нещо или част от нещо. В по-нови времена изразът се използва в научните изследвания, медицината, философията и политологията. В класическия латински език в граматически правилната форма на израза се използва conditio. Напоследък изразът придобива разпространение в езици като френски, английски, немски и испански.